# Ster

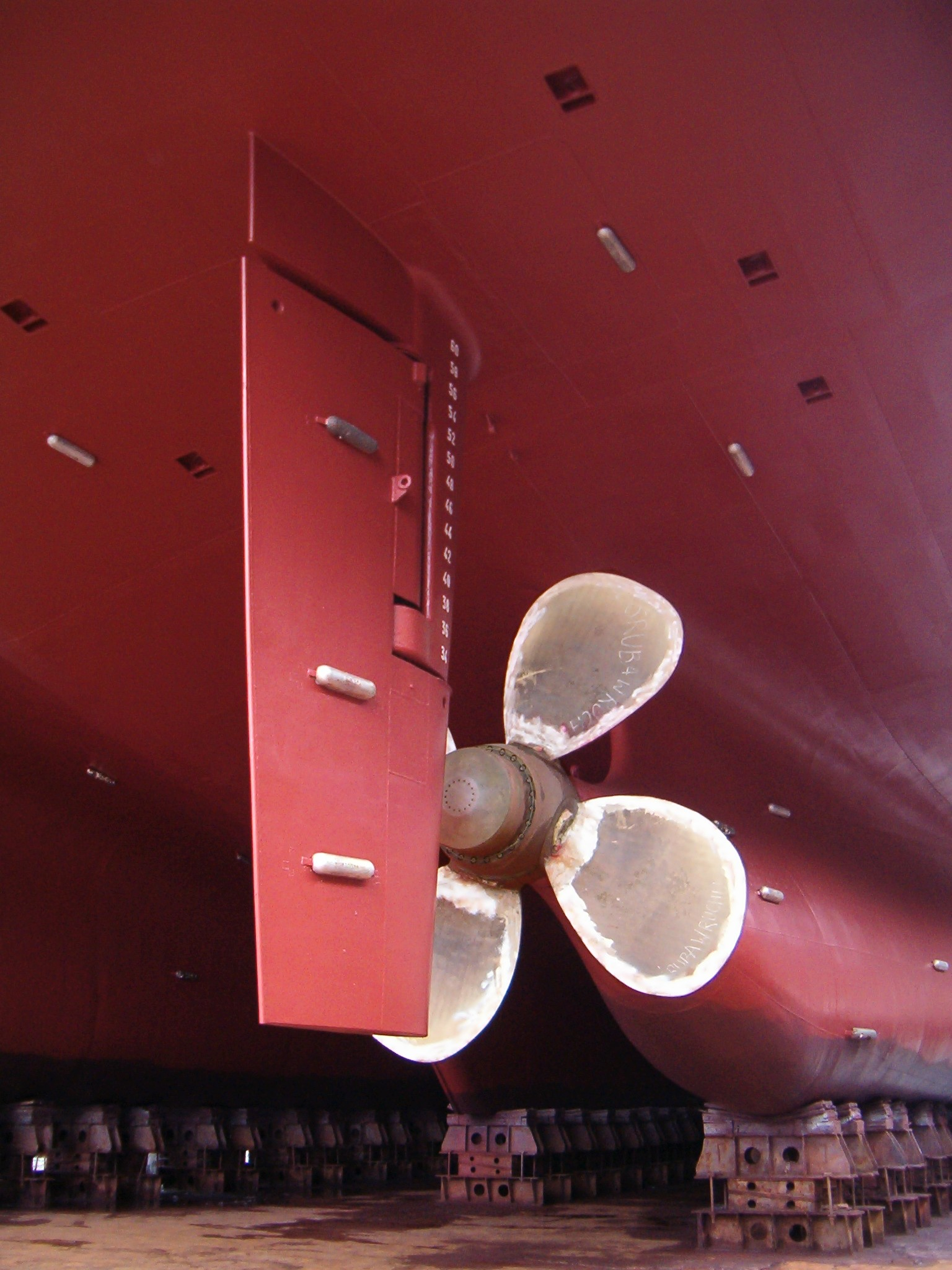
Ster i śruba okrętowa podczas remontu statku w doku pływającym

Ster – ruchome urządzenie będące częścią jednostki pływającej lub statku powietrznego (patrz: powierzchnie sterowe samolotu), służące zarówno do utrzymywania, jak i do zmiany kierunku ruchu. Działanie steru zmienia kątową orientację jednostki w przestrzeni.
Na płetwie sterowej wytwarzana jest siła hydro- lub aerodynamiczna, która niezrównoważona stanowi moment siły powodujący ruch obrotowy jednostki. Do zaistnienia takiej siły konieczne jest spełnienie co najmniej jednego z dwóch warunków:
- niezerowa prędkość jednostki, co wywołuje przepływ powietrza lub wody w otoczeniu steru,
- wytworzenie przez napęd jednostki przepływu powietrza lub wody w otoczeniu steru.

Istnieje również rozwiązanie w postaci steru strumieniowego, który działa na innej zasadzie.
Zasadniczo sterem jest sam płat wytwarzający siłę, jednak potocznie, niepoprawnie nazywa się tak całość rozwiązania łącznie z mechanizmem poruszającym tym płatem (ręczne urządzenie sterowe lub posiadająca własny napęd maszyna sterowa) wraz z urządzeniem sterującym urządzeniem (np. koło sterowe, orczyk, rumpel, wolant).
Sam płat steru nazywany jest w okrętownictwie płetwą sterową, natomiast w lotnictwie poziomy płat to ster wysokości, pionowy – kierunku.

## Ster jednostki pływającej

Schemat przedstawiający płaski ster zawieszony. 1. rumpel 2. przedłużacz rumpla 3. jarzmo steru 4. fał płetwy sterowej 5. płetwa sterowa 6. kontrafał płetwy sterowej

Na ogólną sprawność steru wpływają takie czynniki jak kształt powierzchni bocznej płetwy, kształt przekroju poprzecznego, położenie osi obrotu. Przyjmuje się, że płetwy wysokie i smukłe są znacznie wydajniejsze, niż szerokie i krótkie. Ze względu na przekrój poprzeczny stery można podzielić na płaskie oraz profilowane.

### Ster płaski
Określany również płytowym. Stosowany głównie na małych jednostkach śródlądowych jako ster zawiasowy. Stanowi płaską płytę wykonaną z blachy, drewna lub laminatów. Znacznie mniej sprawy niż stery profilowane.

### Ster profilowany
Określany również wypornościowym. W przekroju ma kształt płatu skrzydła samolotu, co ma zapewnić pożądany przepływ strug ośrodka i zwiększyć jego sprawność. W zależności od umiejscowienia osi obrotu, można wyróżnić:

#### Ster zwykły
Oś obrotu płetwy sterowej znajduje się blisko krawędzi natarcia. Jest to najmniej sprawna konfiguracja.

#### Ster zrównoważony
Oś obrotu płetwy pokrywa się z punktem przyłożenia siły skręcającej. Najkorzystniejsze rozwiązanie, zapewniająca największą sprawność.

#### Ster częściowo zrównoważony
Oś obrotu znajduje się pomiędzy punktem przyłożenia siły skręcającej a krawędzią natarcia. Rozwiązanie wydajniejsze niż ster niezrównoważony i mniej wydajne niż ster zrównoważony.
Istotną rolę odgrywa również sposób mocowania płetwy sterowej do kadłuba jednostki. Na małych jachtach jest ona zazwyczaj montowana jako ster zawiasowy. Umożliwia to szybki demontaż, ale niekiedy może przyczynić się do wybicia steru z zawiasów i jego utraty. Koncepcję tę wykorzystuje się w sterach płaskich. Na dużych jednostkach rozwiązanie to zastąpione jest zazwyczaj dwustronnym łożyskowaniem oraz mocowaniem do płetwy balastowej bądź skegu. Na regatowych jachtach występują stery wiszące (inaczej wspornikowe lub łopatkowe) łożyskowane wewnątrz konstrukcji kadłuba.